# 巴爾斯拜
阿爾-阿失拉甫·薩伊夫-阿德-丁·巴爾斯拜（阿拉伯語：الأشرف سيف الدين برسباي；？—1438年），埃及布爾吉王朝第九位蘇丹，從1422-1438年在位。他是切爾克斯人，也是第一位蘇丹巴爾庫克的前奴隸。
他負責在馬木留克王朝的一些行政改革，包括鞏固蘇丹國作為一個軍事地方行政官的司法官和確保埃及在也門和歐洲之間的紅海貿易獨家代理權。
他的行動之一是在1426年摧毀Aydhab港，1426-27年他征服了塞浦路斯。
在1430年埃及發生飢荒和黑死病。
他的陵寢，資助建設的伊斯蘭學校和蘇非道堂(哈納卡)保留於現在開羅北部。